# Allan Bank
Allan Bank est une villa de deux étages classée grade II, située sur un terrain élevé légèrement à l'ouest du village de Grasmere, au cœur du Lake District  . Elle est surtout connue pour avoir été de 1808 à 1811 la demeure de William Wordsworth, mais elle est également occupée à diverses époques par Dorothy Wordsworth, Dora Wordsworth, Thomas de Quincey, Samuel Taylor Coleridge, Thomas Arnold, Matthew Arnold et le chanoine Hardwicke Rawnsley. Elle appartient maintenant au National Trust et est ouverte au public.

## Construction
Allan Bank est conçue dans un style « morne à l'italienne » selon Pevsner,  avec une façade en stuc et couverte d'ardoises, elle est décrite comme "grande, mais pas belle"   . Elle est à l'origine construite par un avocat de Liverpool, John Gregory Crump, en 1805 et à la suite de son effondrement partiel, l'année suivante, est reconstruite par lui . Une extension est ajoutée en 1834, peut-être conçue par George Webster.

## Wordsworth

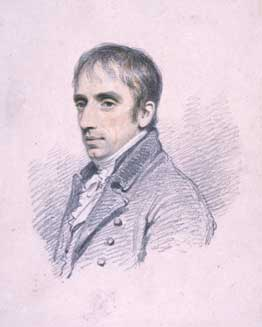
Wordsworth vers 1807, lorsqu'il arrive à Allan Bank

Au départ, Wordsworth, qui vit alors à moins d'un mile de là à Dove Cottage, est indigné par la construction d'Allan Bank. Dans une lettre à Richard Sharp, il le qualifie de "temple d'abomination" et lui a dit que "la maison vous regardera en face de chaque partie de la vallée [de Grasmere] et détruira entièrement son caractère de simplicité et d'isolement". Cependant, il doit rapidement surmonter ses objections, car Dove Cottage est beaucoup trop petit pour sa famille grandissante et Allan Bank est la seule grande maison à Grasmere qu'il peut louer . Là, il aurait assez de place pour toute sa famille, ainsi que des invités, et ses enfants pourraient jouer sur les pentes de Silver How et les rives du lac Grasmere . Il prend donc la location à l'été 1807 avec l'intention d'emménager quelque temps au cours de l'automne, bien que cela ait été retardé jusqu'à la fin mai 1808  . "Nous nous sentons déjà le confort d'avoir chacun une chambre à soi », écrit sa sœur Dorothy Wordsworth en juin, mais à mesure que l'année avance, les Wordsworth commencent à changer d'avis en réalisant que les jours de vent, les différentes cheminées fument épouvantablement . Dorothy qualifie la maison de "littéralement inhabitable" et se plaint que "la vaisselle est lavée et à peine mise dans le garde-manger, elle est couverte de fumée". Un jour d'orage, écrit-elle, "nous ne pouvions avoir de feu que dans le bureau de mon frère - et cette cheminée fumait tellement que nous étions obligés d'aller nous coucher avec le bébé au milieu de la journée pour le garder au chaud, et moi, avec une bougie à la main, j'ai trébuché sur une chaise, incapable de la voir" . Des ouvriers sont périodiquement amenés pour s'attaquer au problème de la cheminée, mais leurs nombreuses tentatives ne produisent pas de solution complète . Au milieu de ces difficultés, les Wordsworth reçoivent Thomas de Quincey lors d'une visite qui dure trois mois, et Samuel Taylor Coleridge emménage avec l'intention de faire sa résidence permanente avec les Wordsworth, bien qu'après deux années difficiles, il soit parti pour la maison de Robert Southey à Keswick  .
Au début de 1810, ils cherchent une autre maison et, en mai, ils décident de s'installer dans l'ancien presbytère du centre de Grasmere dès qu'il aurait été rénové  . Dorothy commence immédiatement à regretter la perte imminente de leurs vues merveilleuses de Grasmere et d'Easedale et déclare l'endroit "plus doux que le paradis lui-même". Au bout d'un an de plus, et sans que les améliorations prévues au presbytère aient été apportées, ils déménagent en juin 1811, laissant Allan Bank à leur propriétaire, M. Crump . Pendant les années d'Allan Bank, Wordsworth a écrit The Convention of Cintra, la première version du Guide to the Lakes et la majeure partie de The Excursion, et a révisé The White Doe of Rylstone, tandis que Coleridge produit son journal The Friend,.

## Propriétaires ultérieurs
Par la suite, Crump vit parfois lui-même à Allan Bank, parfois le loue à des locataires, jusqu'à ce qu'il tombe entre d'autres mains en 1831 . L'éducateur et historien Thomas Arnold et sa famille y passent l'été 1833 tandis que leur nouvelle maison à proximité de Fox Comment est construite. il y travaille sur une partie de son Histoire de Rome et se vante auprès d'un ami de la qualité inspirante de la vue de sa fenêtre pendant qu'il écrit. Un certain Thomas Dawson possède la maison de 1834 jusqu'à sa mort en 1894, prenant parfois des locataires à court terme, et elle reste dans sa famille jusqu'en 1911 . En 1915, elle est achetée par Hardwicke Rawnsley, l'un des cofondateurs de la National Trust, et il y emménage à sa retraite en 1917. Il y meurt le 28 mai 1920, laissant Allan Bank au National Trust, tout en obtenant une location viagère pour sa veuve Eleanor, qui reste jusqu'à sa mort en 1959 . Dans les années 1950, un incendie détruit une grande aile à l'arrière de la maison, et un deuxième incendie en 2011 cause d'autres dommages graves. Le National Trust commence alors des travaux de restauration à long terme et, en mars 2012, ouvre Allan Bank au public pour la première fois.